# Tenth Dimension
Albums de Blaze
Silicon Messiah
(2000) As Live As It Gets
(2003)
Tenth Dimension est le deuxième album studio enregistré par le groupe de heavy metal britannique Blaze. Il existe en version simple contenant juste un CD, ou en version limitée contenant deux CD.

## Pièces
CD1
1. "Forgotten Future"
2. "Kill and Destroy"
3. "End Dream"
4. "The Tenth Dimension"
5. "Nothing Will Stop Me"
6. "Leap of Faith"
7. "The Truth Revealed"
8. "Meant to Be"
9. "Land of the Blind"
10. "Stealing Time"
11. "Speed of Light"
12. "Stranger to the Light"

CD2
1. "The Launch" (live)
2. "Futureal" (live)
3. "Tough as Steel" (live)
4. "Evolution" (live)
5. "Living Someone Else's Life"
6. "Born as a Stranger" (MP3)
7. "Silicon Messiah" (MP3)
8. "Inside the Tenth Dimension" (video)
9. "Ghost in the Machine" (video)

## Personnel
- Blaze Bayley – Chanteur
- Steve Wray – Guitare
- John Slater – Guitare
- Rob Naylor – Guitare basse
- Jeff Singer – Batterie